# 1 ハノーバー・スクエア
1 ハノーバー・スクエア（英: 1 Hanover Square）は、ニューヨーク市マンハッタン区ファイナンシャル・ディストリクトのハノーバー・スクエアの南端に建つ建築物である。以前はニューヨーク・コットン取引所 (New York Cotton Exchange) としても知られており、別名はインディア・ハウス (India House) である。

## 歴史
この建物は、1851年から53年にかけて、建築家で開発者および商人のリチャード・F・カーマンによって商業投資として建築された。建物はハノーバー銀行の本社であった。1870年、ニューヨーク・コットン取引所がこの建物内に設立され、世界で2番目の取引所、およびアメリカで最初の商品取引所となった。その後1914年、建物は私有クラブのインディア・ハウスとなった。
建物は1977年に、アメリカ合衆国国定歴史建造物となった。現在は、ハウスズ・レストランとなっている。2001年には、映画『ニューヨークの恋人』で、レオポルドの家として使用された。